# مهدئ الأعصاب

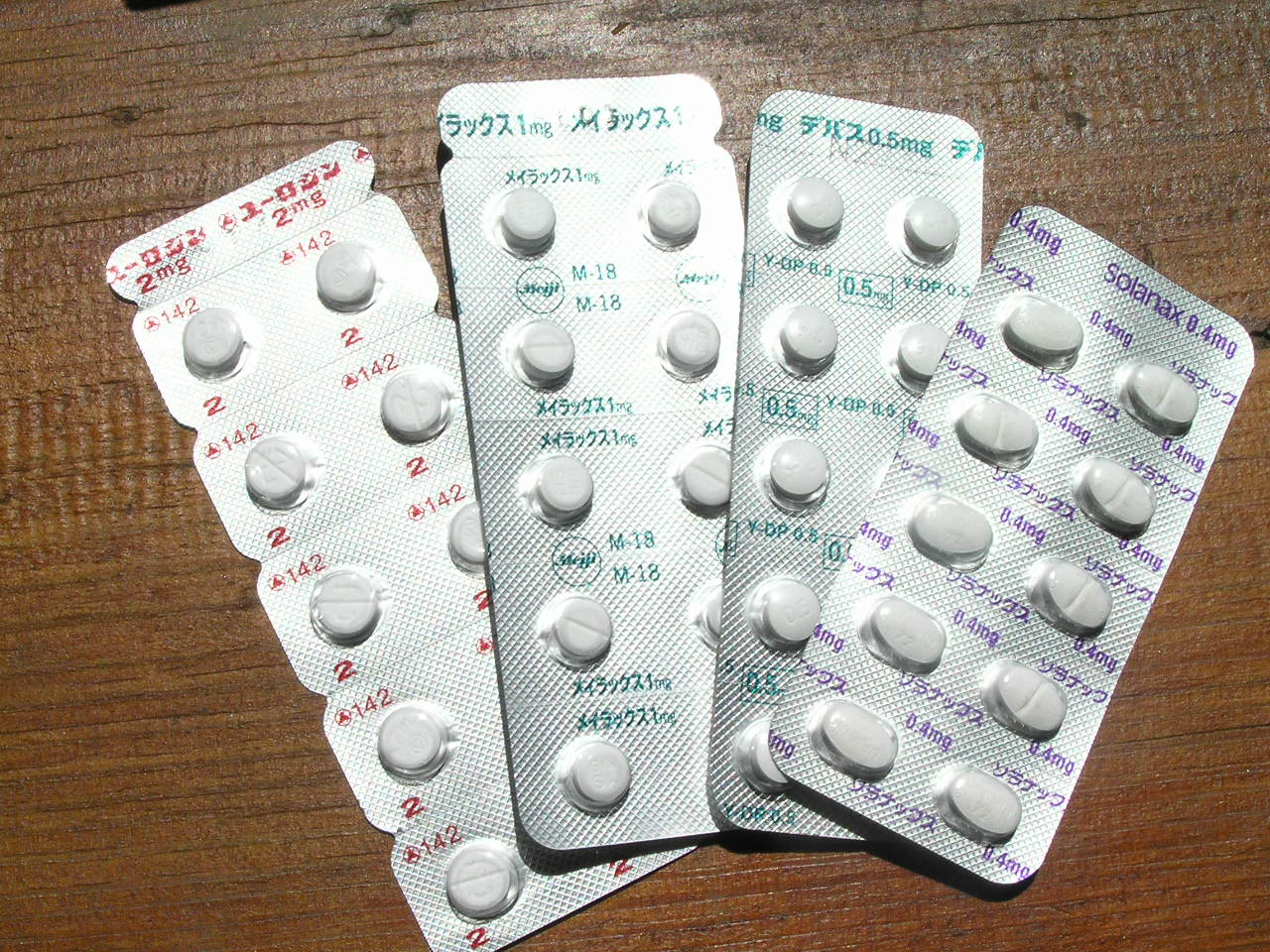

المهدئ الأعصاب (بالإنجليزية: Tranquilliser)‏ (وكذلك (tranquillizer) بحسب تلفظ أوكسفورد) هو الدواء الذي يستخدم ليحث على الطمانينة.
مصطلح مهدئ الأعصاب غير دقيق، لذلك فهو يستبدل بتعابير أدق مثل:
- مهدئ الأعصاب الثانوي أو مضاد القلق.[2]
- مهدئ الأعصاب الرئيسي أو مضاد الذهان

مثبتات المزاج يمكن أن تعد من مهدئات الأعصاب.